# Verein für Leibesübungen von 1899 (pallacanestro)
Il V.f.L. Osnabrück è una società cestistica, facente parte della polisportiva V.f.L. Osnabrück, avente sede a Osnabrück, in Germania. Gioca nel campionato tedesco.

## Palmarès
- Campionato tedesco: 1

1968-69
- Coppa di Germania: 1

1967